# Коростянка гірська
Коростянка гірська (Scabiosa lucida) — вид квіткових рослин родини жимолостевих (Caprifoliaceae).

## Біоморфологічна характеристика
Це багаторічна рослина з повзучим кореневищем. Стебла прямовисні, прості чи гіллясті, знизу голі, 10–70 см заввишки. Приземні листки цілісні, голі чи тонко запушені, зелені, +/- блискучі; верхні перисті, з глибокими та вузькими сегментами. Рожеві чи бузково-рожеві квітки у квіткових головах. Щетинки чашечки коричнево-чорні, 5–8 мм завдовжки. 2n=16.

## Поширення
Європа: Чехія, Словаччина, Австрія, Швейцарія, пд. Німеччина, Угорщина, Польща, пн.-зх. Україна, Словенія, Хорватія, Сербія й Косово, Албанія, Болгарія, пн. Італія, Румунія, пд. Франція.
В Україні вид росте на луках альпійського та субальпійського поясів — у сх. Карпатах.

## Галерея

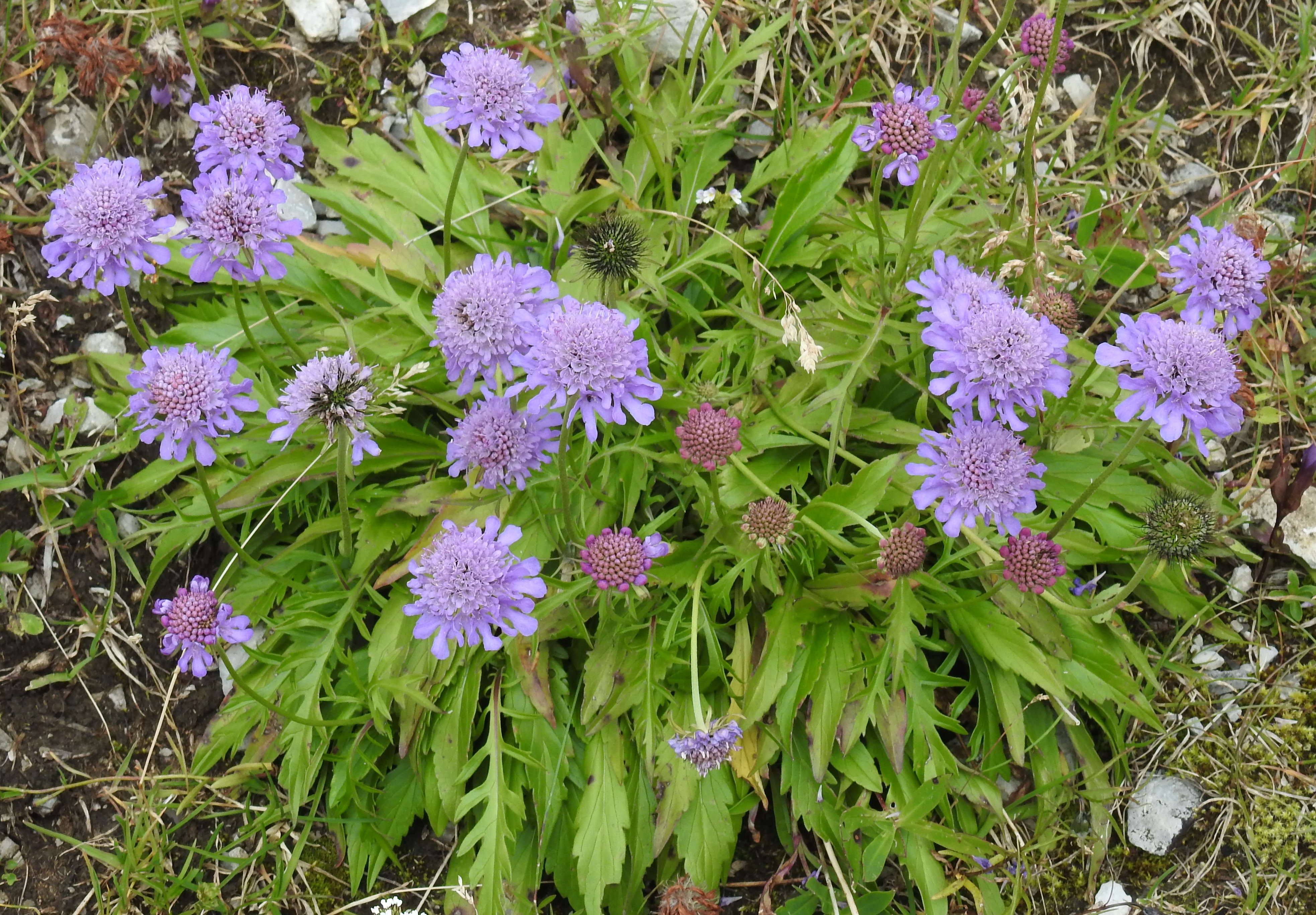
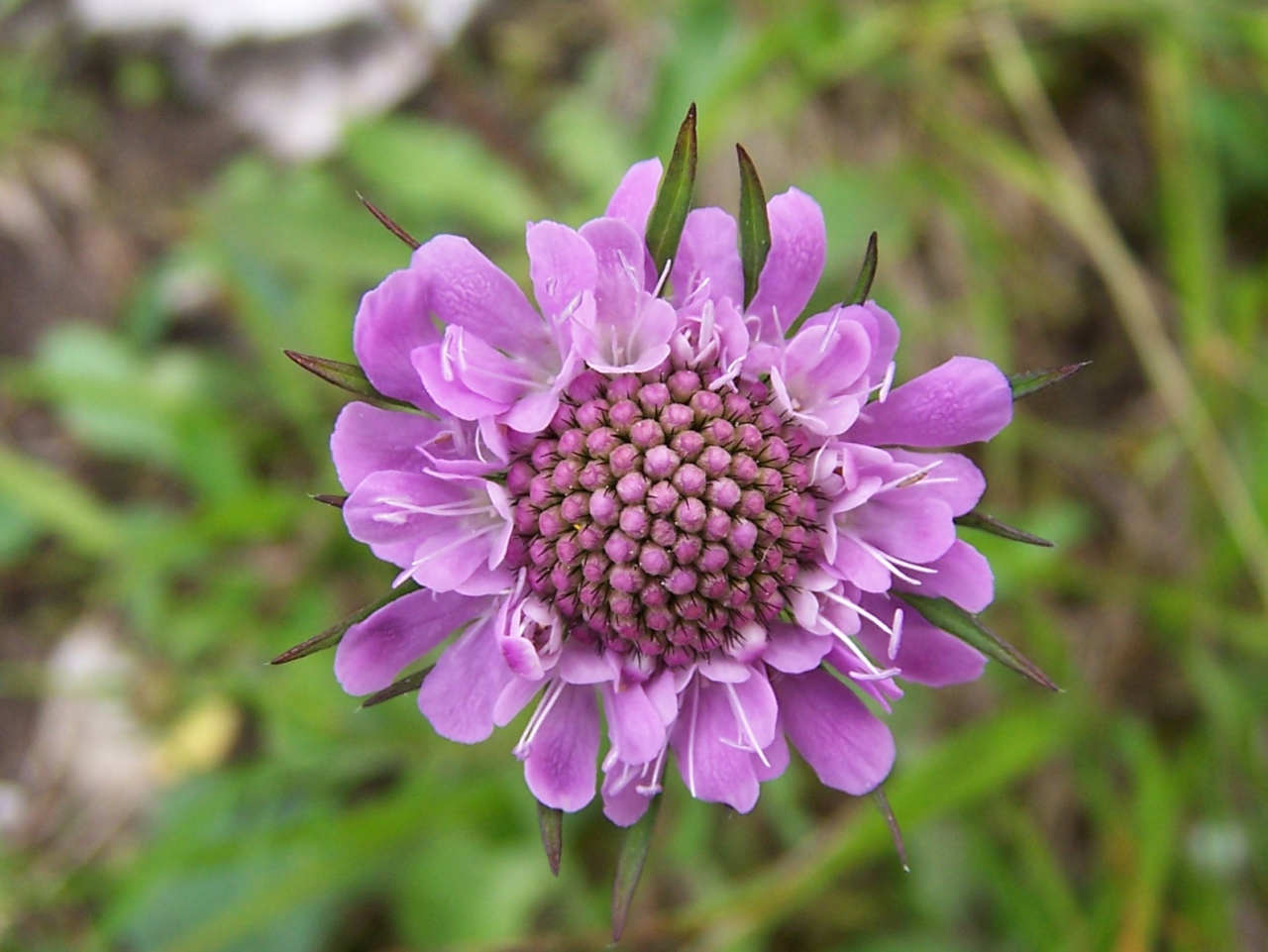